# Paradelphomyia dalei
Paradelphomyia dalei là một loài ruồi trong họ Limoniidae. Chúng phân bố ở miền Cổ bắc.